# 25 februarie
ianuarie • februarie • martie  • aprilie  • mai  • iunie  • iulie  • august  • septembrie  • octombrie  • noiembrie  • decembrie
25 februarie este a 56-a zi a calendarului gregorian. Mai sunt 309 zile până la sfârșitul anului (310 zile în anii bisecți).

## Evenimente

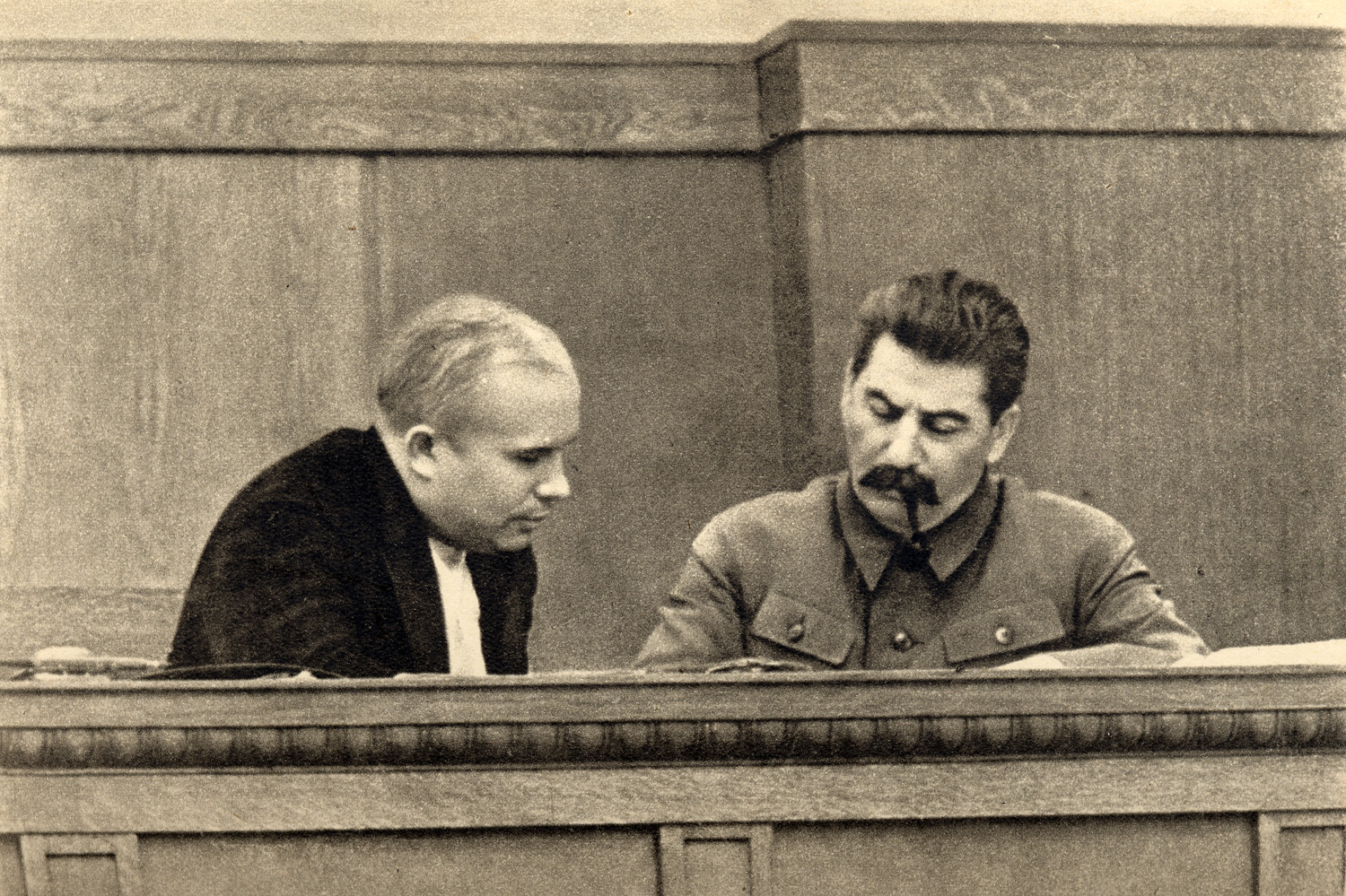
1956: În cadrul Congresului al XX-lea al PCUS, Nikita Hrușciov a ținut discursul Despre cultul personalității și consecințele sale, prin care a condamnat acțiunile predecesorului său, Iosif Stalin. În fotografie Stalin și Hrușciov, ianuarie 1936.

- 0138: Împăratul roman Hadrian îl adoptă pe Antoninus Pius, făcându-l succesorul său.
- 1570: Papa Pius al V-lea o excomunică pe regina Elisabeta I a Angliei.
- 1817: Deschiderea oficială a muzeului Național Brukenthal din Sibiu, cel mai vechi muzeu din țară.
- 1836: Samuel Colt a patentat revolverul în Statele Unite.
- 1866: Debutul literar al lui Mihai Eminescu în revista Familia din Oradea, cu poezia De-aș avea....
- 1912: Marie-Adélaïde, cea mai mare dintre cele șase fiice ale lui William al IV-lea, devine prima Mare Ducesă de Luxemburg.
- 1921: Tbilisi, capitala Republicii Democrate Georgia, a fost ocupată de armata bolșevică.
- 1925: Scaunul arhiepiscopal și mitropolitan al Ungro-Vlahiei este ridicat la rangul de scaun patriarhal. Miron Cristea devine, în calitatea sa de primat al României, patriarh al Bisericii Ortodoxe Române.
- 1932: Adolf Hitler obține cetățenie germană prin naturalizare, ceea ce îi va permite să candideze la alegerile pentru Reichspräsident în 1932.
- 1952: Ceremonia de închidere a Jocurilor Olimpice de Iarnă de la Oslo, Norvegia.
- 1954: Premiera comediei Mielul turbat, de Aurel Baranga.
- 1956: În cadrul Congresului al XX-lea al PCUS, Nikita Hrușciov a ținut discursul Despre cultul personalității și consecințele sale, prin care a condamnat acțiunile predecesorului său, Iosif Stalin.
- 1964: Cassius Clay îl învinge pe Sonny Liston la Miami Beach, Florida și devine campion al lumii la categoria supergrea.
- 1969: Germania a dat 5 milione de dolari unui terorist arab ca răscumpărare pentru pasagerii și echipajul unui jumbo jet deturnat.
- 1990: A început să emită, la București, Radio Contact (transformat în 2004 în Radio KISS FM).
- 1994: Masacrul din Hebron. În timp ce circa 500 de palestinieni se rugau în genunchi la Mormântul Patriarhilor din Hebron, un colonist israelian cu vederi extremiste, Baruh Goldstein, a deschis focul și a ucis 29 de musulmani.
- 2001: În Republica Moldova comuniștii câștigă alegerile.
- 2006: Numărul estimat pentru populația lumii este de 6,5 miliarde de locuitori.
- 2008: În Indonezia are loc un cutremur de 7,2 de grade pe scara Richter, la o distanță de 160 km de coastă și la o adâncime de 35 km în largul sud-vest de Sumatra.
- 2021: Pandemia de COVID-19 – Numărul global de decese din cauza COVID-19 depășește 2,5 milioane.[1]

## Nașteri

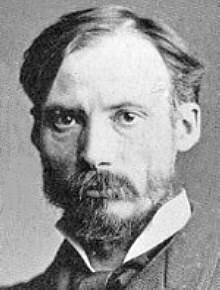
Auguste Renoir

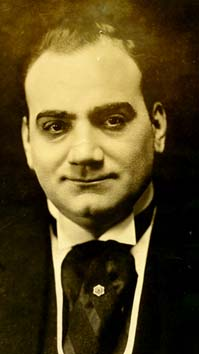
Enrico Caruso

- 1591: Friedrich Spee, iezuit german, critic al torturii (d. 1635)
- 1682: Giovanni Battista Morgagni, medic și anatomist italian, fondatorul anatomiei patologice (d. 1771)
- 1707: Carlo Goldoni, dramaturg italian (d. 1793)
- 1778: José de San Martín, erou argentinian al Independenței Americii Latine (d. 1850)
- 1841: Auguste Renoir, pictor francez (d. 1919)
- 1842: Karl May, scriitor german (d. 1912)
- 1848: Regele Wilhelm al II-lea de Württemberg (d. 1921)
- 1861: Rudolf Steiner, filosof austriac (d. 1925)
- 1866: Benedetto Croce, filosof, istoric, politician italian (d. 1952)
- 1873: Enrico Caruso, tenor italian (d. 1921)
- 1883: Prințesa Alice, Contesă de Athlone (d. 1981)
- 1885: Prințesa Alice de Battenberg, mama Prințului Filip, Duce de Edinburgh (d. 1969)
- 1899: Erwin Wittstock, scriitor de limba germană din România (d. 1962)
- 1900: Costache Antoniu, actor român (d. 1979)
- 1901: Jean Georgescu, regizor român (d.  1994)
- 1917: Anthony Burgess, scriitor, compozitor și critic britanic (d. 1993)
- 1925: Noel Bernard, jurnalist și analist politic (d. 1981)
- 1937: Corneliu Buzinschi, scriitor român (d. 2001)
- 1939: Virgil Duda, romancier român (d. 2017 )
- 1939: Gerald Murnane, scriitor australian
- 1943: George Harrison, chitarist și compozitor britanic (The Beatles), (d. 2001)
- 1949: Amin Maalouf, romancier libanez de limbă franceză
- 1971: Andaluzia Luca , deputat român, ales în 2016
- 1985: Iulian Șerban, paracanoist român (d. 2021)
- 1989: Valerică Găman, fotbalist român
- 1992: Amy Ruffle, actriță australiană

## Decese

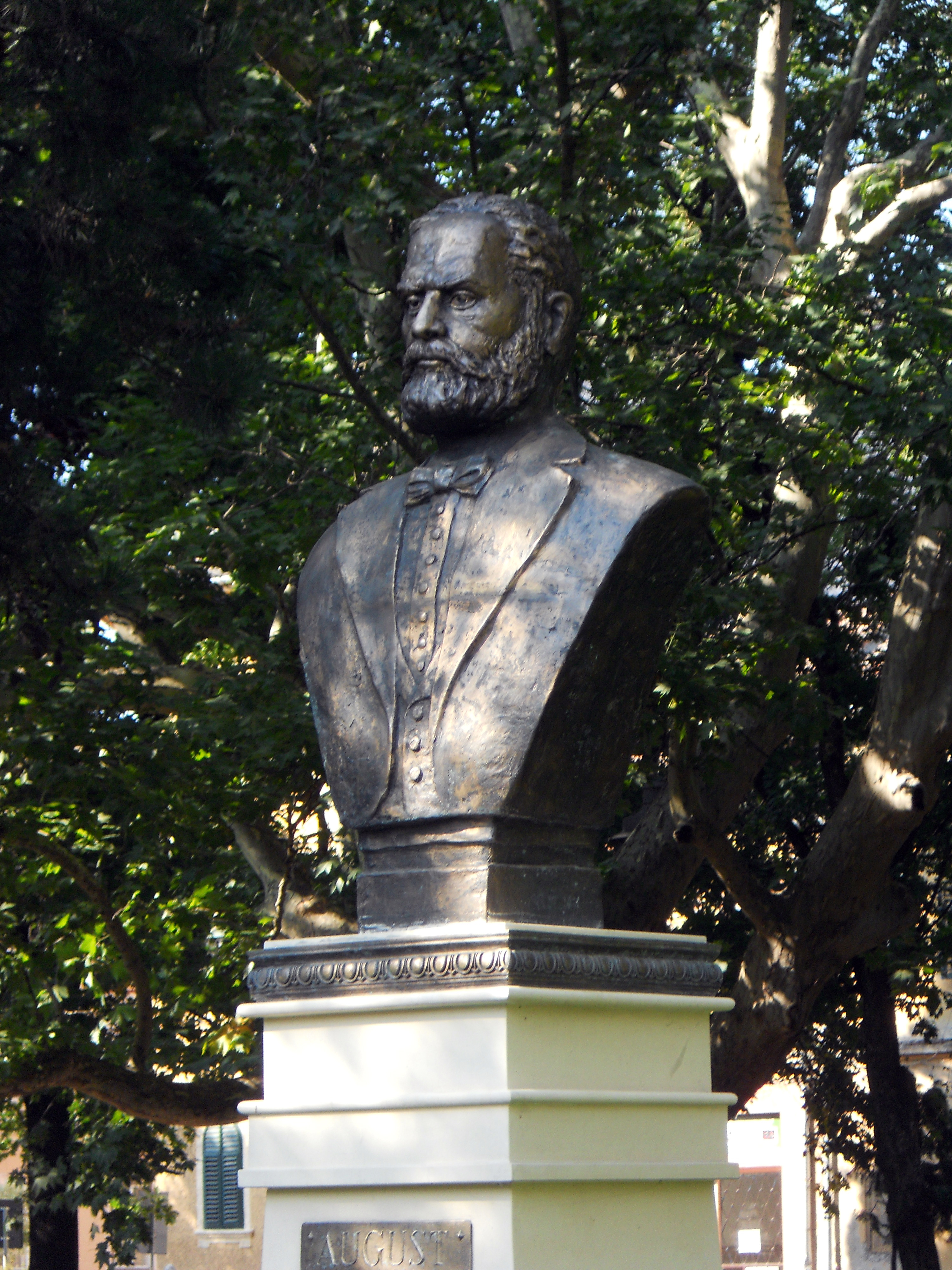
August Treboniu Laurian

- 1558: Eleonore de Austria, regină a Portugaliei și a Franței (n. 1498)
- 1713: Regele Frederick I al Prusiei (n. 1657)
- 1805: Frederika Louisa de Hesse-Darmstadt, a doua soție a regelui Frederic Wilhelm al II-lea al Prusiei (n. 1751)
- 1850: Împăratul Daoguang al Chinei (n. 1782)
- 1881: August Treboniu Laurian, filolog, istoric, publicist și om politic, membru fondator al Societății Academice Române (n. 1810)
- 1852: Thomas Moore, poet irlandez (n. 1779)
- 1912: William al IV-lea, Mare Duce de Luxemburg (n. 1852)
- 1952: Louis Bouquet, artist francez (n. 1885)
- 1971: Theodor Svedberg, chimist suedez, laureat al Premiului Nobel (n. 1884)
- 1983: Tennessee Williams, dramaturg american (n. 1911)
- 1994: Ion Lăpușneanu, jucător și antrenor român de fotbal (n. 1908)
- 1996: Haing S. Ngor, medic, actor și autor cambodgian (n. 1940)
- 1998: Wanda Jakubowska, regizoare poloneză de film (n. 1907)
- 2003: Alberto Sordi, actor italian (n. 1920)
- 2014: Emil Simon, dirijor și compozitor român (n. 1936)
- 2017: Bill Paxton, actor și regizor american (n. 1955)
- 2020: Hosni Mubarak, politician și comandant militar egiptean, al 4-lea președinte al Egiptului (n. 1928)
- 2020: Dmitri Iazov, mareșal al Uniunii Sovietice (n. 1924)
- 2023: Victor Babiuc, politician român (n. 1938)

## Sărbători
- In calendarul ortodox: Duminica Vamesului si a Fariseului
- Sf. Ier. Tarasie, patriarhul Constantinopolului (calendar ortodox)
- Sf. Cezar de Nazianz, medic (calendar romano-catolic)
- Kuweit: Zi națională